# Ibn al-Abbar
Pour les articles homonymes, voir Abbar (homonymie).
 (avril 2025).
Si vous disposez d'ouvrages ou d'articles de référence ou si vous connaissez des sites web de qualité traitant du thème abordé ici, merci de compléter l'article en donnant les références utiles à sa vérifiabilité et en les liant à la section « Notes et références ».
Abū 'Abdullah Muhammad ibn 'Abdullah ibn Abū Bakr al-Qudā'ī, dit Ibn al-Abbār, est un écrivain arabe de l'Espagne médiévale, également administrateur et diplomate, né à Valence (Balansiya) au début de l'année 1199 (an 595 de l'Hégire), mort à Tunis le 6 janvier 1260 (an 658 de l'Hégire).

## Biographie
Il était issu d'une famille d'origine arabe yéménite (« al-Qudā'ī ») installée depuis longtemps à Onda. Son père était un lettré, à la fois faqīh et poète, dont il était apparemment le seul fils, et qui lui fit donner la meilleure éducation. Dans sa jeunesse il fut l'élève de savants réputés de l'époque (comme Abū l-Rabi' ibn al-Sālim), cultiva la poésie et voyagea à travers l'Espagne musulmane (al-Andalus). En 1222, il se trouvait à Badajoz quand il apprit la mort de son père ; il retourna à Valence, devint secrétaire (kātib) du gouverneur Abū Zayd et se maria. Mais en 1229 une révolte contre les Almohades força Abū Zayd à fuir la ville ; accompagné de son secrétaire, il se réfugia auprès du roi Jacques Ier d'Aragon. Son patron s'étant converti au christianisme, Ibn al-Abbār l'abandonna et retourna à Valence, où il devint vizir du nouveau maître de la ville, Abū Jamil ibn Zayyan ibn Mardanish, qu'il connaissait auparavant (1231). Vers 1235, il fut un temps cadi à Dénia. En 1236, Cordoue tomba entre les mains de Ferdinand III de Castille ; en 1237, Jacques Ier d'Aragon vainquit Ibn Mardanish à la bataille d'El Puig, et le siège de Valence commença peu après. Abū Jamil envoya Ibn al-Abbār demander de l'aide à Abû Zakariyâ Yahyâ, sultan hafside de Tunis. L'ambassadeur déclama devant le sultan un fameux qasida célébrant al-Andalus et déplorant sa situation tragique. Abū Zakariyā envoya une flotte de douze navires, mais celle-ci ne put même pas accéder au port de Valence, soumis à un blocus, et dut jeter l'ancre à Dénia. L'émir chargea Ibn al-Abbār de négocier la reddition de Valence, qui fut signée le 29 septembre 1238. Les deux hommes se réfugièrent à Dénia, puis à Murcie, et en 1240 Ibn al-Abbār émigra définitivement à Tunis.
Il y fut à nouveau bien accueilli par Abū Zakariyā, qui fit de lui le chef de sa chancellerie et son panégyriste. Mais ayant un caractère ombrageux, et des ennemis à la cour (notamment le vizir Ibn Abul Husayn), il fut remplacé et exilé à Bougie en 1248. Pardonné et rappelé avant la mort d'Abū Zakariyā (1249), il devint conseiller de son successeur al-Mustansir. Il fut à nouveau exilé à Bougie en 1252. Après la chute du califat abbasside de Bagdad (1258), al-Mustansir se fit proclamer calife (reconnu comme tel à La Mecque et Médine). En 1259, Ibn al-Abbār fut à nouveau pardonné et rappelé à Tunis. Il ne tarda pas à être arrêté et condamné à mort, on ne sait trop pourquoi. On aurait entre autres trouvé dans un de ses poèmes le vers suivant : « À Tunis règne un tyran qu'on appelle sottement calife ». Il fut exécuté le 6 janvier 1260, et son cadavre et ses livres furent brûlés.

## Œuvre
Ibn al-Abbār avait écrit quarante-cinq ouvrages, dont huit subsistent. Il a illustré un genre littéraire particulièrement florissant dans l'Espagne musulmane, le répertoire bio-bibliographique. C'est son maître valencien Abū l-Rabi' ibn al-Sālim qui lui a suggéré de compléter deux ouvrages des générations précédentes : le Ta'rīkh 'Ulamā' al-Andalus (Histoire des savants d'Andalousie) d'Ibn al-Faradi (962-1013), auquel Ibn Baskuwal (1101-1183) avait donné une Suite (Ṣila fī ta'rīkh a'immat al-Andalus). Le Supplément d'Ibn al-Abbar (Kitāb al-Takmila li kitāb al-ṣila), commencé en 1233 à Valence, fut ensuite terminé à Tunis. Il répertorie (par ordre alphabétique) plus de trois mille personnages de l'histoire littéraire et culturelle de l'Espagne musulmane. Dans l'introduction, l'auteur explique clairement qu'inquiet des menaces qui pesaient sur sa terre natale, il a voulu sauver pour la postérité une partie de son patrimoine intellectuel.
Un autre ouvrage de même nature est le Kitāb al-ḥulla al-siyarā (Livre de la tunique brodée), terminé à Bougie en 1248/49, et qui est consacré au domaine poético-littéraire. Le Tuḥfat al-qādim (Présent de l'arrivant) traite de la vie et des œuvres des poètes andalous de son époque.
Sinon, on conserve aussi un petit ouvrage intitulé I'tāb al-kuttāb, recueil d'histoires de fonctionnaires disgraciés et réhabilités, écrit pendant son exil à Bougie, et, dans le domaine religieux, le Durar al-simṭ fī khabar al-sibṭ, rédigé pendant son second séjour à Bougie, qui est un ouvrage de tendance chi'ite, défense du lignage persécuté de 'Ali. Il faut y ajouter l'œuvre poétique.
La Takmila a fait l'objet de plusieurs éditions incomplètes, à partir de manuscrits différents : celle de Francisco Codera Zaidín (Complementum Libri as-Sila, Madrid, Biblioteca arabo-hispana, deux volumes numérotés V et VI, 1888-89), qui commence à la lettre ğīm et comprend 2152 biographies trouvées dans une copie de l'Escurial, et 600 ajoutées à partir d'un manuscrit d'Alger ; celle de Maximiliano Alarcón et Cándido Ángel González Palencia (Miscelaneas de estudios y textos árabes, Madrid, 1915, p. 147-690), qui est un appendice à la précédente à partir d'un manuscrit du Caire, avec des biographies numérotés de 2150 à 2892 ; celle d'Alfred Bel et Mohamed Bencheneb (Alger, 1920), d'après un manuscrit de Fès, qui commence à la lettre alif et comprend 652 biographies des cinq premières lettres ; celle de 'Abd al-'Aṭṭār al-Ḥusayni (2 volumes, Bagdad et Le Caire, 1956), réalisée d'après un manuscrit du Caire, commençant à la lettre alif et comportant 2188 biographies.  